# The Knight in the Area
The Knight in the Area (エリアの騎士, Eria no Kishi) é uma série japonesa de mangá escrita por Hiroaki Igano e ilustrada por Kaya Tsukiyama, publicada originalmente na revista Weekly Shōnen Magazine entre 2006 e 2017. A série foi adaptada para anime pela Shin-Ei Animation e transmitida pela TV Asahi a partir de 7 janeiro de 2012. Em Portugal, o anime estreou em 15 de fevereiro de 2016 com nome de Football Dream: O Cavaleiro da Área no Biggs.
A série é licenciada e distribuída em Portugal pela LUK Internacional, e no Brasil pela Rose Entertainment.

## Sinopse
Kakeru Aizawa é o irmão mais novo de Suguru Aizawa, um prodígio de futebol pertencente a equipe do Japão nacional Sub-15. Antes da série, Kakeru encerra sua posição como atacante após uma experiência traumática que o impediu de chutar com a sua perna esquerda e se contenta como um ajudante do clube de futebol. Depois que os dois são atingidos por um caminhão, Suguru morre e tem seu coração transplantado para Kakeru. Com isso, Kakeru retorna ao futebol para alcançar o sonho de seu irmão de ganhar a Copa do Mundo.

## Personagens principais

### Kakeru Aizawa
Irmão mais novo de Suguru. Originalmente um atacante, mas devido a sua fraqueza em seu lado esquerdo, ele trabalha como o gerente da equipe do clube de futebol, mas secretamente pratica futebol no parque à noite. As coisas começam a mudar quando sua amiga de infância Nana Mishima retorna ao Japão. Um acidente de caminhão provoca Kakeru para realizar seu sonho de jogar futebol.E termina a temporada com a segunda semi-final com o Yonin.

### Suguru Aizawa
Aizawa Suguru é um genioso meio-campista, capitão do time de futebol da escola, que ainda atuou na equipe SUB-15 do Japão. Ele é esperado por muitos de mudar o futuro do futebol do Japão. Ele está ciente do talento do irmão mais novo como um jogador de futebol e está irritado à falta de motivação de Kakeru.

### Nana Mishima
Uma amiga de infância de Suguru e Kakeru, apelidada de Sete. Desde que voltou de Los Angeles, ela tornou-se um gerente, como Kakeru. Ela é especializada em futebol.

## Mangá e anime

### Mangá
Escrito por Hiroaki Igano e ilustrado por Kaya Tsukiyama. A série é serializada na Weekly Shōnen Magazine com início em 2006. Mais de 20 volumes foram compilados a partir dos capítulos individuais.

### Anime
A adaptação da série em um anime foi anunciada pela primeira vez na edição de nº43 Weekly Shonen Magazine em 2011. É produzida pela Shin-Ei Animation e dirigida por Hirofumi Ogura. Em 5 de janeiro de 2012, Crunchyroll anunciou a transmissão simulcast de The Knight in the Area em seu website. A série estreou em 7 janeiro de 2012 na TV Asahi. Em Portugal, a série estreou em 15 de fevereiro de 2016 intitulando-se de Football Dream: O Cavaleiro da Área no Biggs.

### Mangá
- http://kc.kodansha.co.jp/content/top.php/1000002553 (Site oficial do mangá em japonês)
- http://www.animenewsnetwork.com/encyclopedia/manga.php?id=10829
- Read first chapter online

### Anime
- http://www.tv-asahi.co.jp/knight/ (Site oficial do anime em japonês)
- http://www.animenewsnetwork.com/encyclopedia/anime.php?id=13559